# Брест-4 (кантон)
Брест-4 (фр. Brest-4) — кантон во Франции, находится в регионе Бретань, департамент Финистер. Входит в состав округа Брест.

## История
Кантон образован в результате реформы 2015 года.

## Состав кантона
В состав кантона входят коммуны (население по данным Национального института статистики за 2019 г.):
- Боар (3 530 чел.)
- Брест (17 387 чел., северные кварталы)
- Гилер (8 061 чел.)
- Гуэну (6 215 чел.)

## Политика
На президентских выборах 2022 г. жители кантона отдали в 1-м туре Эмманюэлю Макрону 33,0 % голосов против 22,0 % у Жана-Люка Меланшона и 17,4 % у Марин Ле Пен; во 2-м туре в кантоне победил Макрон, получивший 70,1 % голосов. (2017 год. 1 тур: Эмманюэль Макрон – 31,3 %, Жан-Люк Меланшон – 19,5 %, Франсуа Фийон – 17,2 %, Марин Ле Пен – 12,8 %; 2 тур: Макрон – 79,5 %. 2012 год. 1 тур: Франсуа Олланд — 36,4 %, Николя Саркози — 24,2 %, Марин Ле Пен — 11,6 %; 2 тур: Олланд — 60,2 %).
С 2015 года кантон в Совете департамента Финистер представляют член совета города Брест Вероник Бурбиго (Véronique Bourbigot) (Республиканцы) и мэр города Гилер Пьер Огор (Pierre Ogor) (Разные правые).
|                | Кандидаты                           | Партия                   | Первый тур | Первый тур     | Второй тур | Второй тур |
| Кол-во голосов | Кандидаты                           | Партия                   | % голосов  | Кол-во голосов | % голосов  |            |
| -------------- | ----------------------------------- | ------------------------ | ---------- | -------------- | ---------- | ---------- |
|                | Вероник Бурбиго Пьер Огор           | Правоцентристский блок   | 3 165      | 38,01          | 4 463      | 51,99      |
|                | Гвенаэль Кержан Сильви Талок        | Левый блок               | 2 592      | 31,13          | 4 121      | 48,01      |
|                | Фраган Валантен-Лемени Маэла Мартен | Разные левые — Зелёные   | 1 406      | 16,88          |            |            |
|                | Надин Гизью Ксавье Граль            | Национальное объединение | 1 164      | 13,98          |            |            |

|                | Кандидаты                  | Партия                  | Первый тур | Первый тур     | Второй тур | Второй тур |
| Кол-во голосов | Кандидаты                  | Партия                  | % голосов  | Кол-во голосов | % голосов  |            |
| -------------- | -------------------------- | ----------------------- | ---------- | -------------- | ---------- | ---------- |
|                | Вероник Бурбиго Пьер Огор  | Правый блок             | 4 653      | 38,02          | 6 206      | 51,29      |
|                | Паскаль Маэ Коффи Яо       | Социалистическая партия | 4 667      | 38,13          | 5 895      | 48,71      |
|                | Вивьян Маркер Марин Сашо   | Национальный фронт      | 1 916      | 15,65          |            |            |
|                | Элизабет Бурис Ронан Пишон | Европа Экология Зелёные | 1 003      | 8,20           |            |            |